# أي سي 5
أي سي 5 (بالألمانية: IC 5) التي يرمز لها بالرمز IC 5، هي مجرة، في كوكبة قيطس. تبعد عن مجرتنا الشمسية 300 سنة ضوئية ويبلغ عرضها حوالي 85 ألف سنة ضوئية.

## الاكتشاف
اكتشفت في 27 سبتمبر 1892، بواسطة Stéphane Javelle.